# یزدینا
یزدینا (به صربی: Jezdina) یک منطقهٔ مسکونی در صربستان است که در Moravica District واقع شده‌است.
 یزدینا ۵٫۲۹ کیلومتر مربع مساحت و ۲۴۶ نفر جمعیت دارد و ۳۲۱ متر بالاتر از سطح دریا واقع شده‌است.